# Midnight Cowboy
Midnight Cowboy (en España, Cowboy de medianoche; en México, Vaquero de medianoche; en Argentina, Chile, Uruguay y Venezuela Perdidos en la noche) es una película dramática estadounidense de 1969 dirigida por John Schlesinger y protagonizada por Jon Voight y Dustin Hoffman.
Basada en la novela homónima de 1965 escrita por James Leo Herlihy, la película relata, de un modo ácido y descarnado, la amistad de dos marginales que intentan sobrevivir en Nueva York: el ingenuo gigoló Joe Buck (Voight) y el estafador enfermo "Ratso" Rizzo (Hoffman). La banda sonora incluye la canción "Everybody's Talkin'" de Harry Nilsson.
La película estuvo nominada a siete premios Óscar, ganando tres: mejor película, mejor director y mejor guion adaptado.
En 1994 la película fue considerada «cultural, histórica y estéticamente significativa» por la Biblioteca del Congreso de Estados Unidos y seleccionada para su preservación en el National Film Registry.

## Argumento
El joven e ingenuo tejano Joe Buck deja su trabajo de lavaplatos y se dirige a la ciudad de Nueva York. Allí, intenta trabajar como gigoló seduciendo a mujeres maduras de Manhattan. Sin embargo, lo que parecía ser una vida de placer pronto se descubre que no es como él se imaginaba. Es estafado por Rico "Ratso" Rizzo, un timador tuberculoso que sueña con el dinero fácil. Cuando Joe cae en una situación desesperada, Ratso lleva a Joe a su apartamento y se juntan en la desdicha para poder sobrevivir del mejor modo posible.

## Reparto
| Actor            | Personaje                      |
| ---------------- | ------------------------------ |
| Jon Voight       | Joe Buck                       |
| Dustin Hoffman   | Enrico Salvatore "Ratso" Rizzo |
| Sylvia Miles     | Cass                           |
| John McGiver     | Sr. O'Daniel                   |
| Brenda Vaccaro   | Shirley                        |
| Barnard Hughes   | Towny                          |
| Ruth White       | Sally Buck                     |
| Jennifer Salt    | Crazy Annie                    |
| Gilman Rankin    | Woodsy Niles                   |
| Georgann Johnson | Mujer rica                     |
| Anthony Holland  | Obispo de TV                   |
| Bob Balaban      | Estudiante joven               |

## Premios y nominaciones

### Premios Óscar
En la 42.ª ceremonia de los Premios Óscar, la película estuvo nominada a siete categorías y ganó en tres. Midnight Cowboy es la única película con calificación X que ha conseguido el Óscar por mejor película (aunque tal clasificación ya no existe).
| Año  | Categoría               | Receptor          | Resultado |
| ---- | ----------------------- | ----------------- | --------- |
| 1970 | Mejor película          | Jerome Hellman    | Ganadora  |
| 1970 | Mejor director          | John Schlesinger  | Ganador   |
| 1970 | Mejor actor             | Dustin Hoffman    | Candidato |
| 1970 | Mejor actor             | Jon Voight        | Candidato |
| 1970 | Mejor actriz de reparto | Sylvia Miles      | Candidata |
| 1970 | Mejor guion adaptado    | Waldo Salt        | Ganador   |
| 1970 | Mejor montaje           | Hugh A. Robertson | Candidato |

### Premios Globo de Oro
| Año  | Categoría                      | Receptor         | Resultado |
| ---- | ------------------------------ | ---------------- | --------- |
| 1970 | Mejor película dramática       | Jerome Hellman   | Candidato |
| 1970 | Mejor director                 | John Schlesinger | Candidato |
| 1970 | Mejor actor - Drama            | Dustin Hoffman   | Candidato |
| 1970 | Mejor actor - Drama            | Jon Voight       | Candidato |
| 1970 | Mejor actriz de reparto        | Brenda Vaccaro   | Candidata |
| 1970 | Nueva estrella del año - Actor | Jon Voight       | Ganador   |
| 1970 | Mejor guion                    | Waldo Salt       | Candidato |

### Premios BAFTA
| Año  | Categoría                | Receptor          | Resultado |
| ---- | ------------------------ | ----------------- | --------- |
| 1970 | Mejor película dramática | Jerome Hellman    | Ganador   |
| 1970 | Mejor director           | John Schlesinger  | Ganador   |
| 1970 | Mejor actor              | Dustin Hoffman    | Ganador   |
| 1970 | Mejor promesa            | Jon Voight        | Ganador   |
| 1970 | Mejor guion              | Waldo Salt        | Ganador   |
| 1970 | Mejor montaje            | Hugh A. Robertson | Ganador   |

### Otros premios
Festival Internacional de Cine de Berlín
- Oso de oro (John Schlesinger) — Nominado
- Premio OCIC — Ganador

Premios David de Donatello
- Mejor director extranjero (John Schlesinger) — Ganador
- Mejor actor extranjero (Dustin Hoffman) — Ganador

National Board of Review
- 10 Películas más Destacadas — Ganador

Círculo de Críticos de Cine de Nueva York
- Mejor actor (Jon Voight) — Ganador
- Mejor actor (Dustin Hoffman) — 2.º lugar
- Mejor actor de reparto (Dustin Hoffman) — 3.er lugar

### American Film Institute
La película es reconocida por el American Film Institute en estas listas:
- 1998: AFI's 100 años... 100 películas – #36[8]
- 2006: AFI's 100 años... 100 películas (edición 10.º aniversario) – #43[9]